# Assedio di Tiro (1124)

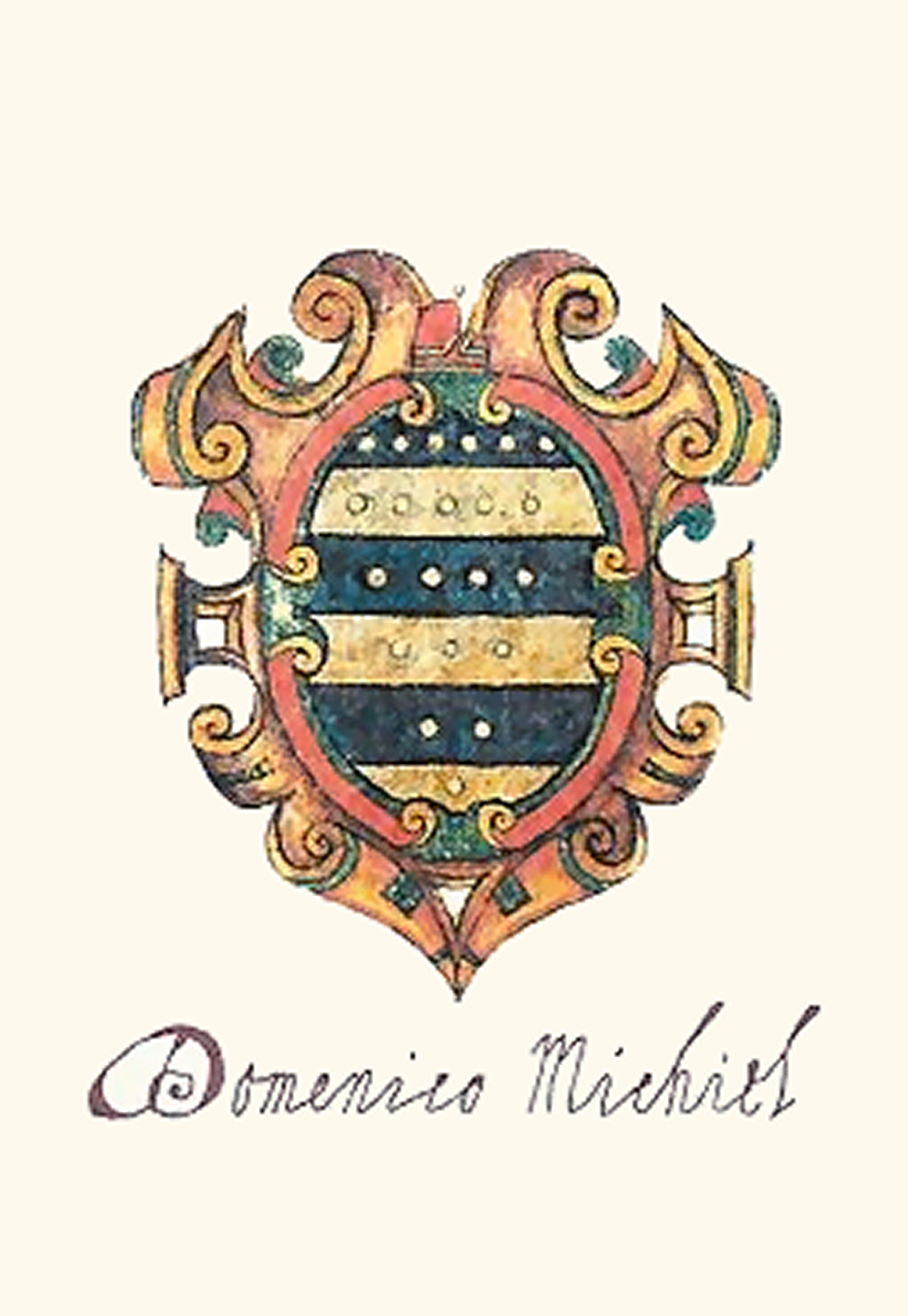
Lo stemma araldico di Domenico Michiel, Doge di Venezia: si notino i segni circolari che rappresentano simbolicamente le monete di cuoio con cui venne finanziata l'operazione su Tiro.

L'assedio di Tiro tenuto nel 1124 e conclusosi con la caduta della città di Tiro nelle mani dei Crociati, fu combattuto dalla Repubblica di Venezia, alleata del Regno di Gerusalemme e dal sultanato di Tiro, sostenuto dall'emirato di Damasco, dal Califfato di Baghdad e da quello d'Egitto.

## Preludio
Nel 1122 il Doge di Venezia Domenico Michiel aveva lasciato la città lagunare al comando di una potente flotta diretto in Oriente per soccorrere il regno gerosolimitano, il cui re Baldovino II era caduto prigioniero dei musulmani, e soprattutto per portare la guerra all'Impero bizantino, che aveva gravemente danneggiato gli interessi commerciali dei mercanti veneziani in quelle regioni.
Dopo aver devastato i possedimenti greci, nel 1123 la flotta veneta si era rivolta contro quella egiziana nelle acque di Ascalona, stringendo poi un'alleanza con Gerusalemme sotto gli auspici del patriarca Guermondo, del Gran Connestabile Guglielmo di Bari e del Segretario della Soria Pagano, sancito dalla visita del Doge nella Città Santa in occasione del Natale del 1123.
Sulla base di tale accordo, noto come Pactum Warmundi, Venezia si impegnava a sostenere la conquista di Tiro o Ascalona in cambio di numerosi privilegi, esenzioni e l'assegnazione di quartieri in tutte le città del regno.
Poiché la scelta su quale città assediare tra Tiro e Ascalona divideva i maggiorenti e i baroni cristiani, la scelta avvenne per sorteggio e il fato ricadde su Tiro, capitale dell'omonimo sultanato e città più ricca e popolosa della Siria.

## L'assedio
Le forze cristiane si presentarono davanti a Tiro nel maggio del 1124, trovando la città difesa da una potente cinta muraria e dotata di un porto ampio e sicuro, protetto da due cordoni sabbiosi.

Mentre gli Ifranj stringevano l'assedio da terra con la costruzione di un'alta torre d'assedio e di altre macchine, i Veneziani provvidero a bloccare ed occupare il porto con la loro flotta.
All'arrivo dei rinforzi inviati dal Conte di Tripoli, i vicini musulmani di Ascalona tentarono di alleggerire la pressione su Tiro con un attacco diretto su Gerusalemme, ma vennero respinti. Poco dopo giunse la notizia dell'arrivo di un potente esercito inviato da Damasco, mentre già si diffondeva la voce dell'arrivo anche di un grande contingente dall'Egitto.

Poiché tra i crociati si stava diffondendo la voce che le truppe veneziane sbarcate a terra fossero pronte a cercare riparo sulle navi, il Doge ordinò di disarmare le galee, facendo trasportare al campo cristiano le vele e i remi delle proprie navi. Ritrovata con tale gesto la fiducia degli alleati, il Doge lasciò un contingente al comando del Conte di Tripoli per mantenere l'assedio della città e affrontare i Damasceni, mentre lui con la flotta, prontamente riarmata, mosse contro gli Egiziani.
Lo scontro con Damasco non avvenne, poiché i saraceni avevano deciso di ritirarsi, mentre anche la flotta veneziana, pur spingendosi sino ad Alessandria d'Egitto, non trovò traccia di navi o eserciti egiziani. Lo scontro avvenne invece a Tiro, dove una sortita degli assediati aveva gravemente danneggiato le macchine ossidionali, costringendo i cristiani a chiamare un certo Nanedico, esperto architetto armeno, per costruirne di nuove.
Tornato a Tiro, frattanto, Michiel si trovò privo di denaro con cui pagare lo stipendio alle truppe e ai galeotti, escogitando di produrre  monete di cuoio da convertire poi in soldi contanti al rientro a Venezia.
Il Bey selgiuchide di Aleppo Balak ibn Bahrām ibn Artuq, cugino di Sulayman ibn Qutulmish, tentò allora una nuova manovra, stavolta contro Gerapoli, ma fu battuto da Joscelin de Courtenay, conte di Edessa, fuggito dalla prigionia islamica. L'ultima speranza per gli abitanti di Tiro era il soccorso del sultano di Damasco, ma il messaggio con cui egli annunciava il suo prossimo arrivo venne intercettato dai cristiani e sostituito con uno in cui si annunciava l'abbandono di Tiro al proprio destino: la città, disperata, si arrese.
Tiro cadde il 30 luglio 1124, dopo tre mesi d'assedio. Agli abitanti fu permesso di abbandonare la città coi propri averi, scontentando non poco i soldati crociati, che si aspettavano invece il saccheggio. Il giorno della vittoria fu dichiarato di festa per il Regno di Gerusalemme.

## Epilogo
La città venne spartita in tre: due parti andarono al Re di Gerusalemme, ancora prigioniero, una alla Repubblica di Venezia, con le chiese di San Marco, San Giorgio e San Nicolò, sottoposto al governo di un bailo, per l'amministrazione della giustizia, e di un visconte per la difesa del quartiere. Poco dopo Baldovino II venne liberato dietro pagamento di riscatto e confermò tutti gli accordi stipulati coi Veneziani con editto del 12 maggio 1125. Frattanto la flotta veneta era tornata a combattere i Bizantini.